# Бест, Эдна
Эдна Бест (англ. Edna Best, урождённая Эдна Хоув (англ. Edna Hove), 3 марта 1900 — 18 сентября 1974) — британская актриса.

## Биография
Родилась в небольшом городке Хов в Суссексе, Англия, а образование получила в Брайтоне. Драматическое искусство она изучала в Гилдхоллской школе музыки и театра в Лондоне. В 1917 году она дебютировала в качестве актрисы на театральной сцене Саутгемптона, а в 1921 году впервые появилась на киноэкране. Наиболее запоминающейся стала её роль в оригинальной версии триллера Альфреда Хичкока «Человек, который слишком много знал» в 1934 году. Её карьера в кино продлилась до конца 1940-х годов, и за это время Бест появилась в таких картинах как «Интермеццо» (1939), «Призрак и миссис Мьюр» (1947) и «Железный занавес» (1948).
В 1950-е годы у неё было недолгая карьера на телевидении, где за роль в телефильме Это счастливое поколение она была номинирована на премию «Эмми» в 1957 году. В те же годы она несколько раз возвращалась на театральную сцену, выступив несколько раз на Бродвее.
В 1939 году Бест приняла американское гражданство. Актриса трижды была замужем, причём первые два брака завершились разводом. В 1933 году от своего второго супруга, актёра Герберта Маршалла, она родила дочь Сару Маршалл, ставшую как и родители актрисой. Эдна Бест умерла в одной из клиник Женевы в 1974 году в возрасте 74 лет. Её вклад в киноиндустрию США отмечен звездой на Голливудской аллее славы.